# David Carabott
David Carabott (* 18. Mai 1968) ist ein ehemaliger maltesischer Fußballspieler australischer Abstammung, der seit 2014 als Trainer für den maltesischen Verein FC Marsa tätig ist.
Der ehemalige Verteidiger ist 121 Länderspieleinsätzen der Rekordspieler Maltas und erzielte dabei in den Jahren 1987 bis 2005 13 Tore.
Carabott spielte für Hibernians FC Paola, Valletta FC, Marsaxlokk FC, Għajnsielem FC und Msida St. Joseph. Von 2006 bis zu seinem Karriereende 2007 stand er bei den Sliema Wanderers unter Vertrag. In den Spielzeiten 1993/94, 1994/95 sowie 2000/01 konnte er mit seiner Mannschaft die maltesische Meisterschaft gewinnen.